# مايكل سترينج
مايكل سترينج (مواليد 6 أغسطس 1970) هو ملاكم كندي، مثّل بلاده في الألعاب الأولمبية الصيفية في دورات 1992 و1996 و2000.

## روابط خارجية
مايكل سترينج على موقع اللجنة الأولمبية الدولية (الإنجليزية)
- مايكل سترينج على موقع أوليمبيديا (الإنجليزية)
- مايكل سترينج على موقع اللجنة الأولمبية الكندية (الإنجليزية)
- مايكل سترينج على موقع اتحاد ألعاب الكومنولث (مؤرشف) (الإنجليزية)